# 染料敏化太阳能电池

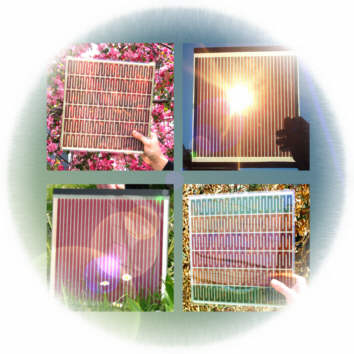
几种染料敏化太阳能电池

染料敏化太阳能电池（dye-sensitized solar cell，缩写为DSSC、DSC 或DYSC）是一种廉价的薄膜太阳能电池。它是基于由光敏电极和电解质构成的半导体，是一个电气化学系统。这种电池的一种较新的版本——也叫做格雷策尔电池，是由米夏埃尔·格雷策尔（Michael Grätzel）和布赖恩·奥勒冈1991年在洛桑联邦理工学院发明的。米夏埃尔·格雷策尔尔因为本发明而曾荣获2010年千禧年科技獎（2010 millennium technology grand prize）。
具有许多吸引人的特征; 因为它可以用低廉的材料制成（但实际中已经证明它很难摆脱对于贵重金属铂和钌的限制，并且它的液态的电极对于各种天气的适应也是一个严重挑战），不需要用精细的仪器来制造，这种电池在技术上很有吸引力。而且，其制造过程比以前的电晶体电池要便宜。它可以被制成软片，机械强度大，不需要特别保护就可以防护树枝或者冰雹的撞击。虽然它的能量转换效率比最好的薄膜电池要低，但理论上它们的性价比已足够高，在完成市电平价的情况下可以与化石燃料相提并论。由于化学稳定性问题而被搁置的商业应用, 在欧盟光伏路线图中预测将在2020年之前显着促进可再生能源发电。

## 染料敏化太阳能电池

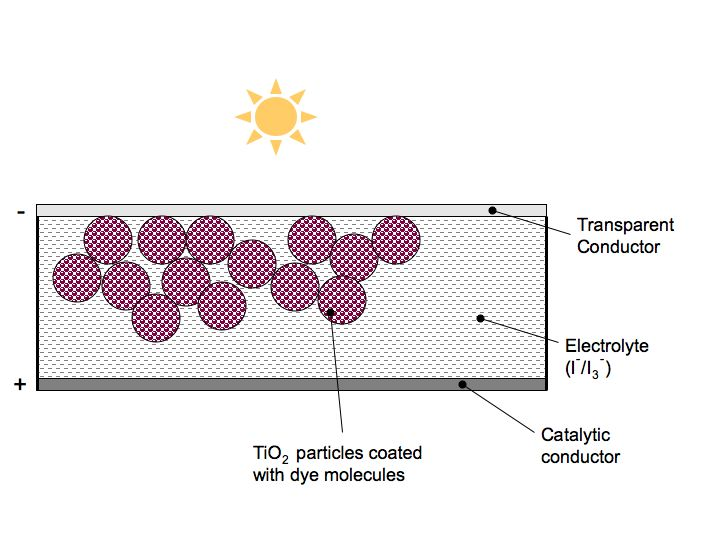
格雷策尔和奥勒冈制成的太阳能电池类型。

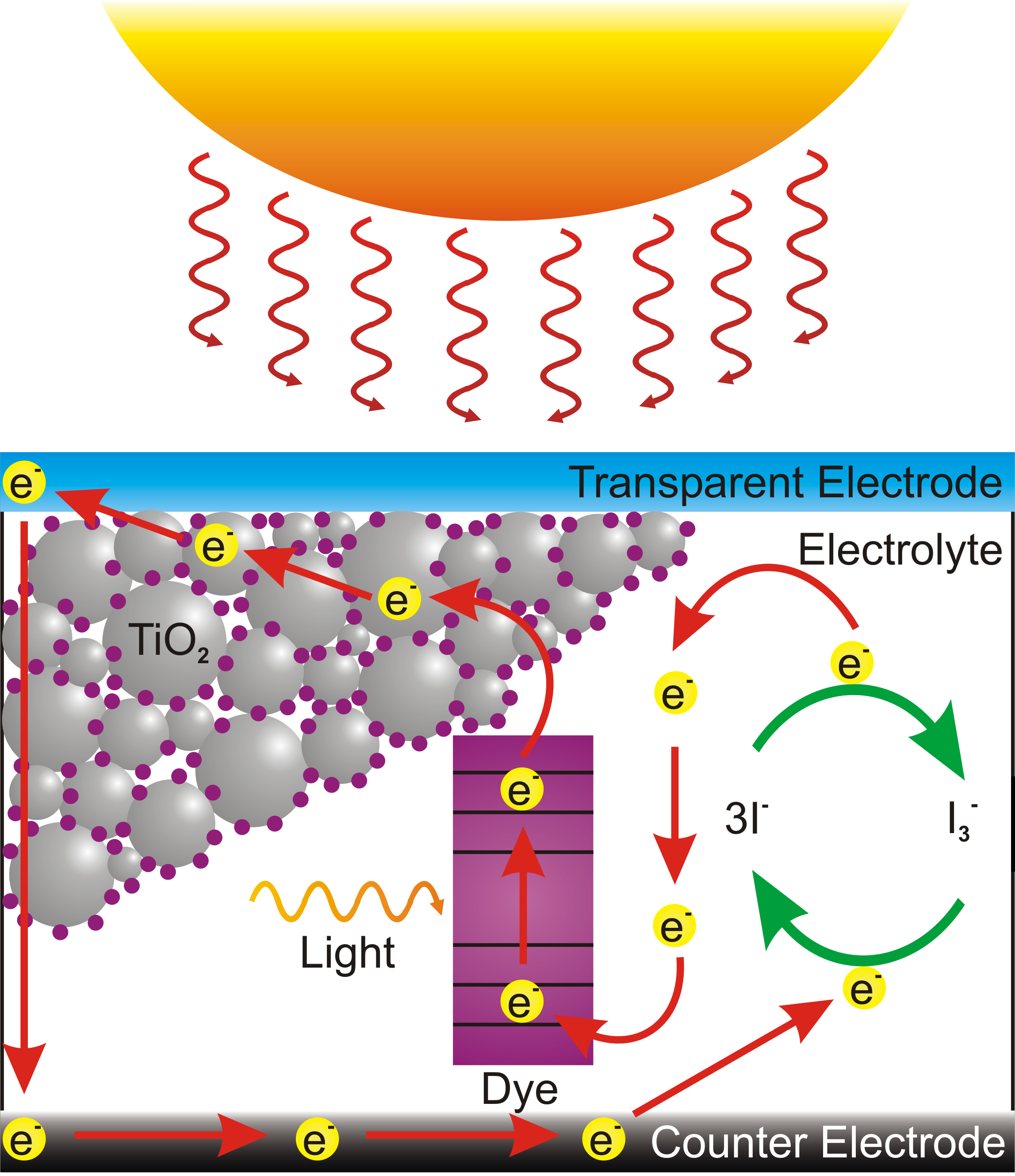
染料敏化太阳能电池的操作。

在1960年代后期，发现照明的有机染料可以在电化学电池中的氧化物电极处产生电。

### 结构
在格雷策尔和奥勒冈的设计方案中，电池有3个主部分。顶端是以掺氟的二氧化锡（SnO2:F）制成的透明阳极，置于一平板（一般是玻璃製）背面。这个可传导平板背面有一薄层二氧化钛（TiO2），组成一个高度多孔的结构，有着很高的表面面积。TiO2只吸收一小部分太阳光子（紫外辐射的光子）。这块平板置于由光敏的钌-多吡啶染料（亦称分子感光剂）和溶剂的混合物中。将薄膜在染料溶液中浸湿后，染料薄膜会与TiO2层形成共价键。

### 產業
目前全世界宣稱投入者眾多，但迄今無產業尚未發展完整；即便目前實驗室效率達15%在生產上仍有不少限制與突破點需克服；台灣DSSC產業鏈完整，永光、長興、台塑、福盈及造能科技佈局產業上下游完整。

## 参阅
- 发色团
- 太阳能光伏
- 色谱法
- 二氧化鈦
- 太阳能电池
- 固态电子器件